# Real Tuna Infantina
A Real Tuna Infantina é a Tuna Académica Mista da Universidade do Algarve, formada por estudantes e ex-estudantes desta instituição. Fundada a 15 de maio de 1995, inicialmente sob o nome de Real Tertúlia Infantina, a tuna representa o espírito académico e cultural da região algarvia através de atuações e eventos que promovem a música popular portuguesa e a tradição académica.
Com mais de 150 prémios ganhos em festivais de tunas e mais de 200 membros ao longo da sua história, a Real Tuna Infantina é um marco cultural na academia algarvia. Ligada à Associação Académica da Universidade do Algarve, é uma secção autónoma que continua a inspirar gerações de estudantes a viverem o espírito tunante.

## História

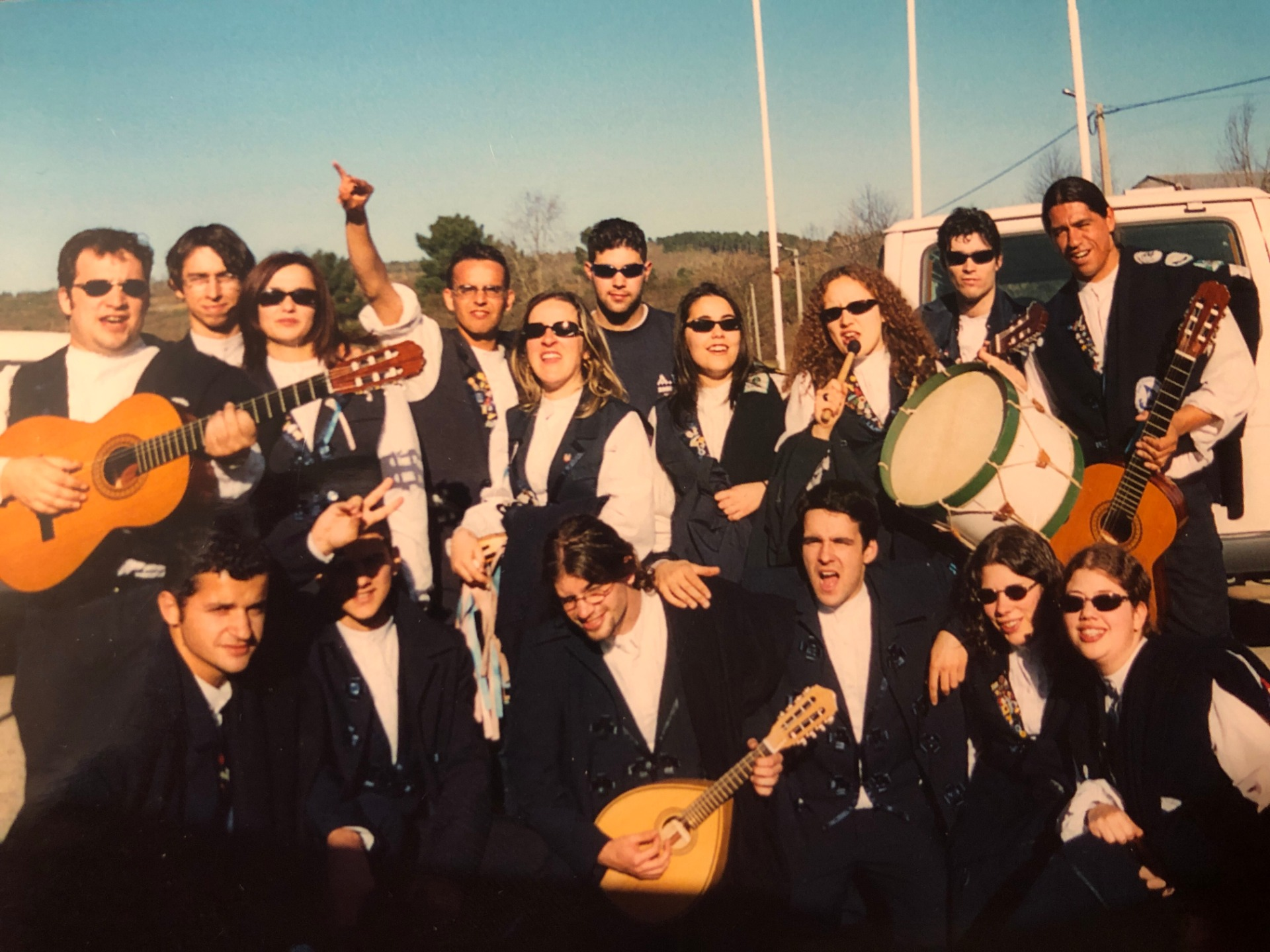
Fotografia de Grupo - 2002

A Real Tertúlia Infantina foi fundada a 15 de maio de 1995 por Jorge Lamy Leal, Pedro Vieira e José Sousa, com o objetivo de criar um projeto académico e cultural que refletisse o espírito da Universidade do Algarve. Inicialmente um grupo de discussão e partilha, a "Tertúlia" evoluiu rapidamente para uma tuna académica.
Em dezembro de 1997, a tuna adotou o nome Real Tuna Infantina, consolidando a sua identidade como embaixadora cultural da universidade. O nome "Infantina" presta homenagem ao Infante D. Henrique, figura central na expressão académica algarvia, enquanto "Real" reflete a inspiração monárquica de um dos seus fundadores.
Em março de 2003, a Real Tuna Infantina foi apadrinhada pela Vicentuna, Tuna Mista da Faculdade de Ciências da Universidade de Lisboa, estabelecendo laços fraternais duradouros entre Faro e Lisboa. Ao longo dos anos, a tuna participou em inúmeras atuações e festivais, incluindo a sua passagem por programas televisivos como o "Estrelas ao Sábado" em 2024 , e foi reconhecida em mais de 100 festivais com prémios diversos.  

## Particularidades e simbologia
A Real Tuna Infantina distingue-se por diversas particularidades que reforçam a sua identidade e tradição. Os seus membros, compostos por estudantes e ex-estudantes, partilham o objetivo comum de promover a cultura académica e musical.
A simbologia da tuna reflete-se no uso do traje académico, que inclui elementos distintivos do Algarve, como o alberiol, a saia bordada com ondas do mar e o "chapéu" conhecido como infante, simbolizando a ligação à cultura regional. Além disso, os membros usam o emblema da tuna na capa, bem como fitas coloridas que representam a hierarquia dos integrantes. As hierarquias internas, como Candidatos a Projeto, Projetos, Caloiros com Emblema e Infantes, promovem um sentido de progresso e pertença dentro da organização .

## Hierarquia da Tuna
A hierarquia da Real Tuna Infantina segue um modelo bem definido, que inclui as seguintes categorias:
- Infante: Membros plenos da tuna, com direitos de praxar caloiros. Usam o emblema da tuna na capa e as duas fitas representativas.
- Caloiro com Emblema: Membros oficiais que conquistaram o direito de usar o emblema da tuna e apenas uma das fitas representativas.
- Projeto: Caloiros que começaram a subir a palco e participam regularmente nas atuações.
- Candidato a Projeto: Caloiros que ainda não subiram a palco, mas estão em fase de aprendizagem.

Esta estrutura hierárquica reflete a tradição pedagógica da tuna, onde os novos membros são acompanhados pelos mais experientes para garantir a continuidade dos valores e práticas do grupo.

## Estilo musical
O estilo musical da Real Tuna Infantina é marcado pela tradição das tunas académicas, inserindo-se na música popular portuguesa. O repertório inclui tanto baladas académicas, que evocam o espírito nostálgico da vida estudantil, como músicas mais animadas e festivas, refletindo a energia dos tunantes.
A tuna também adapta canções tradicionais portuguesas ao seu estilo académico, perpetuando as sonoridades do Algarve e de outras regiões do país. Além disso, é comum incorporar elementos de músicas internacionais, enriquecendo o repertório e tornando cada atuação única.

## Instrumentos
Os instrumentos mais utilizados pela Real Tuna Infantina incluem:
- Cordofones: Guitarra, cavaquinho e bandolim.
- Percussão: Pandeiretas, bombo e outros instrumentos de ritmo.
- Outros: Acordeão, violino e flauta, que acrescentam profundidade e diversidade ao som da tuna.

A seleção instrumental permite à tuna criar arranjos ricos e dinâmicos, que destacam tanto as melodias emocionantes quanto as rítmicas vibrantes.

## Frente de Palco: Estandartes e Pandeiretas de Salto
A frente de palco da Real Tuna Infantina é composta por dois elementos principais: os estandartes e as pandeiretas de salto, que adicionam dinamismo e impacto visual às atuações. Estes elementos são fundamentais na interação com o público, combinando música e movimento coreografado.
As pandeiretas executam coreografias ritmadas que acompanham as músicas tocadas pela tuna, realizando saltos e movimentos sincronizados enquanto batem a pandeireta em várias partes do corpo. Estes movimentos não só realçam o ritmo da música, como também cativam o público pela sua energia e precisão.
Os estandartes, por sua vez, criam coreografias com o estandarte da tuna. Estas coreografias incluem giros, lançamentos ao ar e movimentos fluidos, que exibem o emblema e as cores da Real Tuna Infantina, reforçando a identidade visual e cultural do grupo. Tanto as pandeiretas quanto os estandartes desempenham papéis essenciais na criação de um espetáculo memorável e visualmente apelativo.

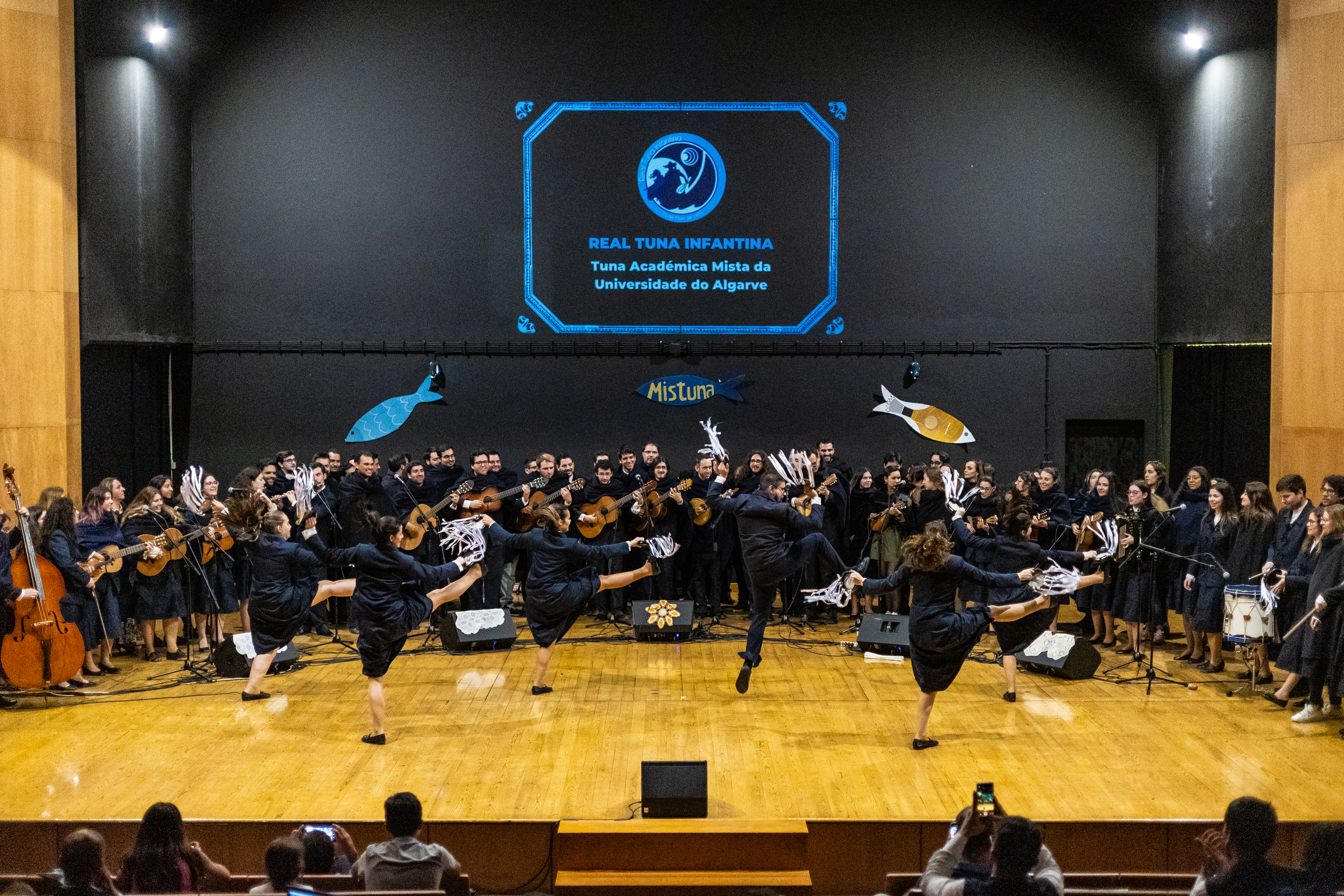
MISTUNA - 2024

## MISTUNA - Festival de Tunas Mistas da Universidade do Algarve
O MISTUNA - Festival de Tunas Mistas da Universidade do Algarve é um evento anual organizado pela Real Tuna Infantina. Fundado em 2000, o festival foi o primeiro dedicado exclusivamente a Tunas Mistas no Algarve e tornou-se um marco na promoção da tradição tuneril na região.
Com mais de 15 edições realizadas, o MISTUNA celebra o espírito académico, reunindo tunas de todo o país para partilhar música, cultura e amizade. Além de dignificar a Universidade do Algarve, o festival promove a cidade de Faro e o Algarve como destinos culturais de referência.